# 孙来苗
孙来苗 （1981年4月8日—），出生於安徽省滁州市南谯区章广镇孟洼村，中国女子手球運動員。

## 簡歷
孙来苗14歲時進入安徽省滁州市业余体校女子手球队，一年後便入選安徽省体校女子手球队；及至2001年入选国家女手集训队，同年入选国家青年队。
2003年，孙来苗開始代表国家队參加國際賽，曾贏得2003年亚洲手球锦标赛冠军。